# 歐陽和
歐陽和（1387年—1428年），字永和，江西吉安府泰和縣六十一都人，明朝政治人物。同進士出身。

## 生平
江西鄉試八十六名。永樂十年（1412年）壬辰科會試十三名，殿試登進士第三甲第六十一名。初授监察御史，升云南副使。
曾祖父歐陽孚先。祖父歐陽以定。父亲歐陽觀民。